# زبان اشاره اتریشی
زبان اشاره اتریشی زبان اشاره‌ای است که توسط ناشنوایان و کم شنوایان در اتریش استفاده می‌شود.